# Championnat de France de rugby à XV de Nationale 2024-2025
Navigation
Nationale 2023-2024 Nationale 2025-2026
Le championnat de France de rugby à XV de Nationale 2024-2025 se déroule entre le 24 août 2024 et le 27 avril 2025 pour la saison régulière, avec une phase finale jusqu'au 1er juin 2025.

## Règlement
Quatorze équipes participent au championnat de Nationale. Comme en Pro D2, les équipes qui terminent entre la 3e et la 6e place disputent des barrages. Les vainqueurs accèdent aux demi-finales où ils retrouvent les deux premiers. Enfin, les deux vainqueurs des demi-finales se rencontrent sur terrain neutre pour la finale. Le vainqueur de cette finale accède en Pro D2 tandis que le perdant accueille le 15e de Pro D2 pour un ultime barrage pour la dernière place en élite.
L'équipe classée 14e est reléguée en Nationale 2 sauf en cas de relégation financière d'un des participants du championnat ou de refus d'accession à un promu. Celle classée à la 13e place dispute un barrage contre le perdant de la finale de Nationale 2.
Le RC Hyères Carqueiranne La Crau, déclarant forfait pour la saison 2024-2025 pour raisons financières et liquidation judiciaire, est automatiquement classé à la 14e place.

## Participants
| \| SC Albi US bressane CS Bourgoin-Jallieu US Carcassonne SO Chambéry RC Hyères · Carq. Crau Stade langonnais Olympique marcquois RC Massy RC Narbonne CA Périgueux Rouen NR RC Suresnes Stado Tarbes PR \| Localisation des clubs engagés dans le championnat. |
| SC Albi US bressane CS Bourgoin-Jallieu US Carcassonne SO Chambéry RC Hyères · Carq. Crau Stade langonnais Olympique marcquois RC Massy RC Narbonne CA Périgueux Rouen NR RC Suresnes Stado Tarbes PR                                                           |

| Club                           | Classement 2023-2024 | Budget (M €) | Ville                           | Entraîneurs                                         | Stade                          |
| ------------------------------ | -------------------- | ------------ | ------------------------------- | --------------------------------------------------- | ------------------------------ |
| Rouen NR                       | 16e (Pro D2)         | 6,0          | Rouen                           | Sébastien Tillous-Borde                             | Stade Robert-Diochon           |
| RC Narbonne                    | 2e                   | 4,5          | Narbonne                        | Julien Seron Brice Mach Sébastien Logerot           | Parc des sports et de l'amitié |
| US Carcassonne                 | 3e                   | 4,0          | Carcassonne                     | Jean-Marc Aué Eric Escribano                        | Stade Albert-Domec             |
| SC Albi                        | 4e                   | 3,4          | Albi                            | Mathieu Bonello Alexandre Albouy                    | Stadium municipal              |
| RC Suresnes                    | 5e                   | 3,7          | Suresnes                        | David Auradou Conrad Stoltz                         | Stade Jean-Moulin              |
| SO Chambéry                    | 6e                   | 3,3          | Chambéry                        | Cyril Villain Horacio San Martín Juan Pablo Orlandi | Chambéry Savoie Stadium        |
| CA Périgueux                   | 7e                   | 3,8          | Périgueux                       | Didier Casadeï                                      | Stade Francis-Rongiéras        |
| CS Bourgoin-Jailleu            | 8e                   | 3,8          | Bourgoin-Jallieu                | Pascal Papé Grégoire Pintiaux Alexandre Péclier     | Stade Pierre-Rajon             |
| RC Massy                       | 9e                   | 2,5          | Massy                           | Julien Maréchal Jean Baptiste Di Martino            | Stade Jules-Ladoumègue         |
| US bressane                    | 10e                  | 3,9          | Bourg-en-Bresse                 | Fabrice Estebanez Mariano Taverna Alexis Lalarme    | Stade Marcel-Verchère          |
| RC Hyères Carqueiranne La Crau | 11e                  | -            | Hyères, Carqueiranne et La Crau | Grégory Le Corvec Sébastien Bruno Manuel Bouttet    | Stade André-Véran (Hyères)     |
| Stado Tarbes PR                | 12e                  | 1,7          | Tarbes                          | Nicolas Cabannes Romain Terrain                     | Stade Maurice-Trélut           |
| Stade langonnais               | 1er (Nationale 2)    | 1,4          | Langon                          | Christophe Hamacek Sébastien Dimitri                | Stade Comberlin                |
| Olympique marcquois            | 2e (Nationale 2)     | 2,5          | Marcq-en-Barœul                 | Philippe Caloni Morgan Champagne                    | Stadium Lille Métropole        |

Légende des couleurs
- Relégué de Pro D2
- Promu de Nationale 2

## Saison régulière

### Classement
| Rang | Club                           | J  | V  | N | D  | Bo | Bd | Pm  | Pe  | Diff | Pts  |
| ---- | ------------------------------ | -- | -- | - | -- | -- | -- | --- | --- | ---- | ---- |
| 1    | SO Chambéry                    | 26 | 18 | 1 | 7  | 10 | 5  | 666 | 379 | +287 | 98   |
| 2    | RC Narbonne                    | 26 | 19 | 0 | 7  | 7  | 4  | 633 | 512 | +121 | 96   |
| 3    | US Carcassonne                 | 26 | 18 | 0 | 8  | 7  | 4  | 599 | 440 | +159 | 92   |
| 4    | CA Périgueux                   | 26 | 17 | 0 | 9  | 6  | 7  | 598 | 425 | +173 | 90   |
| 5    | Rouen NR R                     | 26 | 17 | 2 | 7  | 7  | 2  | 668 | 466 | +202 | 90   |
| 6    | SC Albi                        | 26 | 16 | 1 | 9  | 4  | 5  | 610 | 514 | +96  | 84   |
| 7    | RC Massy                       | 26 | 15 | 0 | 11 | 6  | 7  | 608 | 492 | +116 | 82   |
| 8    | US bressane                    | 26 | 11 | 1 | 14 | 3  | 7  | 561 | 592 | -31  | 65   |
| 9    | CS Bourgoin-Jallieu            | 26 | 11 | 0 | 15 | 3  | 4  | 538 | 599 | -61  | 60   |
| 10   | Olympique marcquois P          | 26 | 10 | 0 | 16 | 2  | 7  | 563 | 649 | -86  | 58   |
| 11   | Stado Tarbes PR                | 26 | 10 | 0 | 16 | 2  | 7  | 544 | 639 | -95  | 58   |
| 12   | RC Suresnes                    | 26 | 8  | 2 | 16 | 3  | 8  | 548 | 626 | -78  | 56   |
| 13   | Stade langonnais P             | 26 | 8  | 1 | 17 | 2  | 6  | 526 | 679 | -153 | 51   |
| 14   | RC Hyères Carqueiranne La Crau | 26 | 0  | 0 | 26 | 0  | 0  | 0   | 650 | -650 | -52¹ |

Phase finale, promotion en Pro D2 2025-2026
- 1er et 2e : demi-finales
- 3e à 6e : barrages

Relégation en Nationale 2 2025-2026
- 13e : barrage de maintien

- 14e : forfait et rétrogradation

Abréviations
- R : Relégué de Pro D2
- P : Promu de Nationale 2

Attribution des points : victoire sur tapis vert : 5, victoire : 4, match nul : 2, défaite : 0, forfait : -2 ; plus les bonus (offensif : 3 essais de plus que l'adversaire ; défensif : défaite par 7 points d'écart ou moins; les deux bonus peuvent se cumuler).
Règles de classement :
1. points terrain (bonus compris) ; 2. points terrain obtenus dans les matchs entre équipes concernées ; 3. différence de points sur l'ensemble des matchs ; 4. différence de points dans les matchs entre équipes concernées ; 5. différence entre essais marqués et concédés dans les matchs entre équipes concernées ; 6. nombre de points marqués sur l'ensemble des matchs ; 7. différence entre essais marqués et concédés ; 8. nombre de forfaits n'ayant pas entraîné de forfait général ; 9. place la saison précédente.

### Résultats
| Résultats (▼dom., ►ext.)       | ALB   | BOU   | BRE   | CAR   | CHA   | HCC  | LAN   | MAR   | MAS   | NAR   | PER   | ROU   | SUR   | TAR   |
| SC Albi                        | —     | 38-20 | 26-22 | 28-31 | 22-16 | 25-0 | 34-27 | 23-10 | 14-9  | 23-16 | 29-24 | 23-23 | 21-19 | 42-25 |
| CS Bourgoin-Jallieu            | 22-17 | —     | 32-19 | 19-27 | 20-24 | 25-0 | 33-8  | 18-23 | 19-16 | 23-26 | 20-16 | 30-23 | 58-24 | 21-32 |
| US bressane                    | 42-33 | 25-17 | —     | 31-23 | 5-32  | 25-0 | 34-19 | 30-26 | 16-6  | 17-34 | 23-26 | 17-20 | 25-21 | 27-17 |
| US Carcassonne                 | 27-19 | 31-16 | 36-14 | —     | 16-14 | 25-0 | 21-16 | 40-6  | 19-20 | 15-18 | 14-12 | 23-9  | 36-22 | 29-16 |
| SO Chambéry                    | 33-23 | 24-0  | 19-6  | 34-16 | —     | 25-0 | 45-3  | 21-6  | 29-26 | 37-18 | 28-7  | 37-20 | 34-10 | 45-10 |
| RC Hyères Carqueiranne La Crau | 0-25  | 0-25  | 0-25  | 0-25  | 0-25  | —    | 0-25  | 0-25  | 0-25  | 0-25  | 0-25  | 0-25  | 0-25  | 0-25  |
| Stade langonnais               | 13-20 | 30-19 | 17-20 | 32-24 | 19-31 | 25-0 | —     | 24-12 | 28-19 | 14-20 | 21-20 | 16-34 | 27-27 | 22-23 |
| Olympique marcquois            | 23-15 | 18-33 | 26-25 | 34-30 | 36-27 | 25-0 | 22-9  | —     | 24-31 | 14-21 | 26-32 | 27-28 | 27-24 | 38-31 |
| RC Massy                       | 25-30 | 17-13 | 35-20 | 6-12  | 17-13 | 25-0 | 36-25 | 35-20 | —     | 29-26 | 23-15 | 19-20 | 39-18 | 40-14 |
| RC Narbonne                    | 22-17 | 34-12 | 29-26 | 13-17 | 26-8  | 25-0 | 61-31 | 38-26 | 21-20 | —     | 12-13 | 36-23 | 23-18 | 27-12 |
| CA Périgueux                   | 21-16 | 34-0  | 24-17 | 20-6  | 18-13 | 25-0 | 19-21 | 24-0  | 37-23 | 40-13 | —     | 28-25 | 24-13 | 24-13 |
| Rouen NR                       | 20-14 | 46-0  | 20-20 | 13-8  | 26-19 | 25-0 | 47-17 | 35-29 | 21-12 | 41-10 | 9-19  | —     | 24-20 | 68-10 |
| RC Suresnes                    | 10-13 | 31-19 | 25-21 | 9-24  | 13-13 | 25-0 | 34-24 | 35-24 | 16-28 | 19-20 | 30-28 | 6-16  | —     | 39-38 |
| Stado Tarbes PR                | 14-20 | 16-25 | 29-9  | 19-24 | 16-20 | 25-0 | 24-13 | 20-16 | 22-27 | 17-19 | 30-23 | 26-7  | 20-15 | —     |

- Victoire à domicile
- Match nul
- Victoire à l'extérieur

Les points marqués par chaque équipe sont inscrits dans les colonnes centrales (3-4) alors que les essais marqués sont donnés dans les colonnes latérales (1-6). Les points de bonus sont symbolisés par une bordure bleue pour les bonus offensifs (trois essais de plus que l'adversaire), orange pour les bonus défensifs (défaite par moins de cinq points d'écart), rouge si les deux bonus sont cumulés.

## Phase finale

### Tableau
Les six premiers au classement de la saison régulière participent à la phase finale. Les deux équipes les mieux classées accèdent directement aux demi-finales et y affrontent les gagnants des matchs de barrages, opposant les équipes classées de la 3e à la 6e place.
Les demi-finales se jouent chez les deux premiers du classement de fin de saison sur un match, les gagnants s'affrontent en finale pour le titre de Nationale.
La finale se joue sur terrain neutre.
Le vainqueur de la finale accède en Pro D2, tandis que le perdant joue un barrage d'accession contre le 15e de Pro D2.
|  | Barrages | Barrages       | Barrages               | Barrages       |                          |             | Demi-finales           | Demi-finales           | Demi-finales           | Demi-finales           |  |  | Finale                 | Finale                 | Finale                 | Finale                 |
|  |          |                |                        |                |                          |             |                        |                        |                        |                        |  |  |                        |                        |                        |                        |
|  |          |                |                        |                |                          |             | 10 mai 2025 à Chambéry | 10 mai 2025 à Chambéry | 10 mai 2025 à Chambéry | 10 mai 2025 à Chambéry |  |  | 18 mai 2025 à Narbonne | 18 mai 2025 à Narbonne | 18 mai 2025 à Narbonne | 18 mai 2025 à Narbonne |
|  |          |                |                        |                |                          |             | 10 mai 2025 à Chambéry | 10 mai 2025 à Chambéry | 10 mai 2025 à Chambéry | 10 mai 2025 à Chambéry |  |  | 18 mai 2025 à Narbonne | 18 mai 2025 à Narbonne | 18 mai 2025 à Narbonne | 18 mai 2025 à Narbonne |
|  |          |                |                        |                |                          |             | 10 mai 2025 à Chambéry | 10 mai 2025 à Chambéry | 10 mai 2025 à Chambéry | 10 mai 2025 à Chambéry |  |  | 18 mai 2025 à Narbonne | 18 mai 2025 à Narbonne | 18 mai 2025 à Narbonne | 18 mai 2025 à Narbonne |
|  |          |                |                        |                |                          |             | 10 mai 2025 à Chambéry | 10 mai 2025 à Chambéry | 10 mai 2025 à Chambéry | 10 mai 2025 à Chambéry |  |  | 18 mai 2025 à Narbonne | 18 mai 2025 à Narbonne | 18 mai 2025 à Narbonne | 18 mai 2025 à Narbonne |
|  |          |                |                        |                |                          |             | 10 mai 2025 à Chambéry | 10 mai 2025 à Chambéry | 10 mai 2025 à Chambéry | 10 mai 2025 à Chambéry |  |  | 18 mai 2025 à Narbonne | 18 mai 2025 à Narbonne | 18 mai 2025 à Narbonne | 18 mai 2025 à Narbonne |
|  | 1        | SO Chambéry    | 39                     | 39             |                          |             |                        |                        |                        |                        |  |  | 18 mai 2025 à Narbonne | 18 mai 2025 à Narbonne | 18 mai 2025 à Narbonne | 18 mai 2025 à Narbonne |
|  | 1        | SO Chambéry    | 39                     | 39             | 3 mai 2025 à Périgueux   |             |                        |                        |                        |                        |  |  | 18 mai 2025 à Narbonne | 18 mai 2025 à Narbonne | 18 mai 2025 à Narbonne | 18 mai 2025 à Narbonne |
|  |          |                | Rouen NR               | Rouen NR       | 22                       | 22          |                        |                        |                        |                        |  |  | 18 mai 2025 à Narbonne | 18 mai 2025 à Narbonne | 18 mai 2025 à Narbonne | 18 mai 2025 à Narbonne |
|  | 4        | CA Périgueux   | Rouen NR               | Rouen NR       | 22                       | 22          | 16                     | 16                     |                        |                        |  |  | 18 mai 2025 à Narbonne | 18 mai 2025 à Narbonne | 18 mai 2025 à Narbonne | 18 mai 2025 à Narbonne |
|  | 4        | CA Périgueux   | 10 mai 2025 à Narbonne |                |                          |             | 16                     | 16                     |                        |                        |  |  | 18 mai 2025 à Narbonne | 18 mai 2025 à Narbonne | 18 mai 2025 à Narbonne | 18 mai 2025 à Narbonne |
|  | 5        | Rouen NR       | 23                     | 23             |                          |             |                        |                        |                        |                        |  |  | 18 mai 2025 à Narbonne | 18 mai 2025 à Narbonne | 18 mai 2025 à Narbonne | 18 mai 2025 à Narbonne |
|  | 5        | Rouen NR       | 23                     | 23             | SO Chambéry              | SO Chambéry | 23                     | 23                     |                        |                        |  |  |                        |                        |                        |                        |
|  |          |                |                        |                | SO Chambéry              | SO Chambéry | 23                     | 23                     |                        |                        |  |  |                        |                        |                        |                        |
|  |          |                | US Carcassonne         | US Carcassonne | 24                       | 24          |                        |                        |                        |                        |  |  |                        |                        |                        |                        |
|  |          |                |                        |                | 24                       | 24          |                        |                        |                        |                        |  |  |                        |                        |                        |                        |
|  |          |                |                        |                |                          |             |                        |                        |                        |                        |  |  |                        |                        |                        |                        |
|  |          |                |                        |                |                          |             |                        |                        |                        |                        |  |  |                        |                        |                        |                        |
|  | 2        | RC Narbonne    | 22                     | 22             |                          |             |                        |                        |                        |                        |  |  |                        |                        |                        |                        |
|  | 2        | RC Narbonne    | 22                     | 22             | 3 mai 2025 à Carcassonne |             |                        |                        |                        |                        |  |  |                        |                        |                        |                        |
|  |          |                | US Carcassonne         | US Carcassonne | 40                       | 40          |                        |                        |                        |                        |  |  |                        |                        |                        |                        |
|  | 3        | US Carcassonne | US Carcassonne         | US Carcassonne | 40                       | 40          | 18                     | 18                     |                        |                        |  |  |                        |                        |                        |                        |
|  | 3        | US Carcassonne |                        |                |                          |             |                        | 18                     |                        |                        |  |  |                        |                        |                        |                        |
|  | 6        | SC Albi        | 0                      | 0              |                          |             |                        |                        |                        |                        |  |  |                        |                        |                        |                        |
|  | 6        | SC Albi        | 0                      | 0              |                          |             |                        |                        |                        |                        |  |  |                        |                        |                        |                        |
|  |          |                |                        |                |                          |             |                        |                        |                        |                        |  |  |                        |                        |                        |                        |

### Détail des résultats

#### Barrages
| Barrage 3 mai 2025 19 h 30 | CA Périgueux | 16 - 23 ap (6 - 3) (16 - 16) (16 - 23) | Rouen NR | Stade Francis-Rongiéras, Périgueux |
| Barrage 3 mai 2025 19 h 30 | Rapport      |                                        |          | Stade Francis-Rongiéras, Périgueux |
| Barrage 3 mai 2025 19 h 30 |              |                                        |          | Stade Francis-Rongiéras, Périgueux |

| Barrage 3 mai 2025 15 h | US Carcassonne | 18 - 0 (18 - 0) | SC Albi | Stade Albert-Domec, Carcassonne |
| Barrage 3 mai 2025 15 h | Rapport        |                 |         | Stade Albert-Domec, Carcassonne |
| Barrage 3 mai 2025 15 h |                |                 |         | Stade Albert-Domec, Carcassonne |

#### Demi-finales
| Demi-finale 10 mai 2025 19 h | SO Chambéry | 39 - 22 (13 - 9) | Rouen NR | Chambéry Savoie Stadium, Chambéry |
| Demi-finale 10 mai 2025 19 h | Rapport     |                  |          | Chambéry Savoie Stadium, Chambéry |
| Demi-finale 10 mai 2025 19 h |             |                  |          | Chambéry Savoie Stadium, Chambéry |

| Demi-finale 10 mai 2025 19 h | RC Narbonne | 22 - 40 (7 - 30) | US Carcassonne | Parc des sports et de l'amitié, Narbonne |
| Demi-finale 10 mai 2025 19 h | Rapport     |                  |                | Parc des sports et de l'amitié, Narbonne |
| Demi-finale 10 mai 2025 19 h |             |                  |                | Parc des sports et de l'amitié, Narbonne |

#### Finale
| Finale 17 mai 2025 19 h | SO Chambéry | 23 - 24 (8 - 14) | US Carcassonne | Parc des sports et de l'amitié, Narbonne |
| Finale 17 mai 2025 19 h | Rapport     |                  |                | Parc des sports et de l'amitié, Narbonne |
| Finale 17 mai 2025 19 h |             |                  |                | Parc des sports et de l'amitié, Narbonne |

#### Barrage d'accession en Pro D2
| Barrage Pro D2/Nationale 1er juin 2025 15 h | SO Chambéry | 15 - 45 (3 - 23) | Stade aurillacois | Chambéry Savoie Stadium, Chambéry |
| Barrage Pro D2/Nationale 1er juin 2025 15 h | Rapport     |                  |                   | Chambéry Savoie Stadium, Chambéry |
| Barrage Pro D2/Nationale 1er juin 2025 15 h |             |                  |                   | Chambéry Savoie Stadium, Chambéry |

#### Barrage de maintien en Nationale
| Barrage N/N2 11 mai 2025 15 h 15 | Niort RC | 29 - 17 (13 - 10) | Stade langonnais | Stade Espinassou, Niort Arbitre : Alexis Darche |
| Barrage N/N2 11 mai 2025 15 h 15 | Essai(s) : 2 Bougerol (1re), Tixier (43e) Transformation(s) : 2 Fuertes (2e, 43e) Pénalité(s) : 5 Fuertes (15e, 34e, 53e, 77e, 80e) Carton(s) jaune(s) : 1 Massyn (71e) | Rapport           | Essai(s) : 2 de Molder (30e), Davetawalu (71e) Transformation(s) : 2 Debladis (30e, 71e) Pénalité(s) : 1 Debladis (18e) | Stade Espinassou, Niort Arbitre : Alexis Darche |
| Barrage N/N2 11 mai 2025 15 h 15 | | Rapport           | | Stade Espinassou, Niort Arbitre : Alexis Darche |

## Statistiques

### Évolution du classement
| Équipe ↓/Journée →             | 1  | 2  | 3  | 4  | 5  | 6  | 7  | 8  | 9  | 10 | 11 | 12 | 13 | 14 | 15 | 16 | 17 | 18 | 19 | 20 | 21 | 22 | 23 | 24 | 25 | 26 | Q | B | R  |  |
| ------------------------------ | -- | -- | -- | -- | -- | -- | -- | -- | -- | -- | -- | -- | -- | -- | -- | -- | -- | -- | -- | -- | -- | -- | -- | -- | -- | -- | - | - | -- |  |
| SC Albi                        |    |    |    |    | 6  |    |    |    |    | 5  |    |    |    |    | 6  |    |    |    |    | 7  |    |    |    |    | 5  | 6  |   |   |    |  |
| CS Bourgoin-Jallieu            |    |    |    |    | 3  |    |    |    |    | 9  |    |    |    |    | 9  |    |    |    |    | 11 |    |    |    |    | 9  | 9  |   |   |    |  |
| US bressane                    |    |    |    |    | 10 |    |    |    |    | 11 |    |    |    |    | 10 |    |    |    |    | 8  |    |    |    |    | 8  | 8  |   |   |    |  |
| US Carcassonne                 |    |    |    |    | 5  |    |    |    |    | 4  |    |    |    |    | 3  |    |    |    |    | 3  |    |    |    |    | 3  | 3  |   |   |    |  |
| SO Chambéry                    |    |    |    |    | 4  |    |    |    |    | 3  |    |    |    |    | 2  |    |    |    |    | 2  |    |    |    |    | 2  | 1  |   |   |    |  |
| RC Hyères Carqueiranne La Crau | 14 | 14 | 14 | 14 | 14 | 14 | 14 | 14 | 14 | 14 | 14 | 14 | 14 | 14 | 14 | 14 | 14 | 14 | 14 | 14 | 14 | 14 | 14 | 14 | 14 | 14 |   |   | 26 |  |
| Stade langonnais               |    |    |    |    | 12 |    |    |    |    | 13 |    |    |    |    | 13 |    |    |    |    | 13 |    |    |    |    | 13 | 13 |   |   |    |  |
| Olympique marcquois            |    |    |    |    | 1  |    |    |    |    | 8  |    |    |    |    | 8  |    |    |    |    | 9  |    |    |    |    | 10 | 10 |   |   |    |  |
| RC Massy                       |    |    |    |    | 9  |    |    |    |    | 6  |    |    |    |    | 4  |    |    |    |    | 6  |    |    |    |    | 7  | 7  |   |   |    |  |
| RC Narbonne                    |    |    |    |    | 7  |    |    |    |    | 1  |    |    |    |    | 1  |    |    |    |    | 1  |    |    |    |    | 1  | 2  |   |   |    |  |
| CA Périgueux                   |    |    |    |    | 2  |    |    |    |    | 2  |    |    |    |    | 5  |    |    |    |    | 5  |    |    |    |    | 4  | 4  |   |   |    |  |
| Rouen NR                       |    |    |    |    | 8  |    |    |    |    | 7  |    |    |    |    | 7  |    |    |    |    | 4  |    |    |    |    | 6  | 5  |   |   |    |  |
| RC Suresnes                    |    |    |    |    | 13 |    |    |    |    | 12 |    |    |    |    | 12 |    |    |    |    | 12 |    |    |    |    | 12 | 12 |   |   |    |  |
| Stado Tarbes PR                |    |    |    |    | 11 |    |    |    |    | 10 |    |    |    |    | 11 |    |    |    |    | 10 |    |    |    |    | 11 | 11 |   |   |    |  |

### Résultats par match
| Journée ╱ Équipe               | 1 | 2 | 3 | 4 | 5 | 6 | 7 | 8 | 9 | 10 | 11 | 12 | 13 | 14 | 15 | 16 | 17 | 18 | 19 | 20 | 21 | 22 | 23 | 24 | 25 | 26 |
| ------------------------------ | - | - | - | - | - | - | - | - | - | -- | -- | -- | -- | -- | -- | -- | -- | -- | -- | -- | -- | -- | -- | -- | -- | -- |
| SC Albi                        | D | V | V | V | N | V | V | D | V | D  | V  | D  | V  | D  | D  | V  | V  | D  | V  | V  | V  | D  | V  | V  | V  | D  |
| CS Bourgoin-Jallieu            | D | V | D | V | D | V | D | D | D | V  | D  | D  | V  | D  | D  | V  | D  | V  | D  | D  | D  | V  | D  | V  | V  | V  |
| US bressane                    | D | D | V | D | V | D | V | D | V | V  | D  | V  | D  | N  | V  | V  | D  | D  | V  | D  | D  | V  | D  | D  | D  | V  |
| US Carcassonne                 | V | D | V | V | V | D | V | V | V | D  | D  | D  | V  | V  | V  | V  | V  | D  | V  | V  | D  | D  | V  | V  | V  | V  |
| SO Chambéry                    | V | V | D | V | D | V | N | V | D | V  | V  | V  | V  | V  | D  | V  | V  | V  | D  | V  | D  | V  | V  | V  | V  | D  |
| RC Hyères Carqueiranne La Crau | D | D | D | D | D | D | D | D | D | D  | D  | D  | D  | D  | D  | D  | D  | D  | D  | D  | D  | D  | D  | D  | D  | D  |
| Stade langonnais               | V | D | V | D | V | D | V | D | D | V  | V  | D  | D  | D  | N  | D  | D  | D  | D  | V  | D  | D  | V  | D  | D  | D  |
| Olympique marcquois            | D | D | D | D | D | V | D | V | D | D  | D  | V  | D  | V  | V  | D  | D  | V  | D  | D  | D  | V  | D  | V  | V  | V  |
| RC Massy                       | V | D | V | D | D | V | D | D | D | V  | D  | D  | V  | V  | V  | V  | V  | V  | D  | V  | V  | V  | V  | D  | D  | V  |
| RC Narbonne                    | V | D | V | V | V | D | V | V | V | D  | V  | V  | V  | V  | V  | D  | V  | V  | V  | V  | V  | D  | D  | V  | D  | V  |
| CA Périgueux                   | V | V | V | V | V | D | D | V | D | V  | D  | V  | V  | D  | V  | D  | V  | D  | V  | D  | V  | V  | V  | V  | D  | V  |
| Rouen NR                       | V | V | D | V | N | V | V | V | V | V  | V  | V  | D  | N  | D  | V  | V  | V  | V  | D  | V  | D  | V  | D  | V  | D  |
| RC Suresnes                    | D | V | D | D | V | V | N | D | V | D  | V  | D  | D  | D  | N  | D  | D  | D  | V  | D  | V  | D  | D  | D  | V  | D  |
| Stado Tarbes PR                | D | V | D | D | D | D | D | V | V | D  | V  | V  | D  | V  | D  | D  | D  | V  | D  | V  | V  | V  | D  | D  | D  | D  |